# Mimoropica fascicollis
Mimoropica fascicollis là một loài bọ cánh cứng trong họ Cerambycidae.